# Rapala francesca
Rapala francesca är en fjärilsart som beskrevs av Swinhoe 1911. Rapala francesca ingår i släktet Rapala och familjen juvelvingar. Inga underarter finns listade.